# Kool-Aid (Big Audio Dynamite)
Kool-Aid è il quinto album dei Big Audio Dynamite pubblicato nel 1990.

## L'album
Fu il primo album pubblicato sotto il nome di Big Audio Dynamite II e, non a caso, i membri sono tutti diversi (tranne Mick Jones).

## Tracce
1. Change of Atmosphere
2. Can't Wait
3. Kickin' In
4. Innocent Child
5. On One
6. Kool-Aid
7. In My Dreams
8. When the Time Comes

## Formazione
- Mick Jones – voce, chitarra
- Nick Hawkins – chitarra, cori
- Gary Stonadge – basso, cori
- Chris Kavanagh – batteria, percussioni, cori